# Aurora (Plattenlabel)
Aurora war ein 1961 gegründetes Plattenlabel des staatlichen DDR-Tonträgerproduzenten VEB Deutsche Schallplatten Berlin und ein Sublabel von Eterna. Auf Aurora wurden ausschließlich Werke und Lieder von Ernst Busch veröffentlicht. 

## Geschichte
Nach der Enteignung der von Ernst Busch 1947 gegründeten Lied der Zeit Schallplatten-Gesellschaft mbH im Jahr 1953 spielte Busch etwa 200 seiner Lieder bei Aurora ein. Die Aufnahmen erfolgten zumeist in der Akademie der Künste der DDR in Berlin, die überwiegend auch der Herausgeber war, und im Amiga Studio in der Brunnenstraße. Aurora, welches ausschließlich dem Schaffen Ernst Buschs vorbehalten war, veröffentlichte zwischen 1961 und 1989 knapp 60 Tonträger, von denen der überwiegende Teil Doppel 7″ und Singles sowie etwa 10 LPs waren.